# 千葉車掌区
千葉車掌区（ちばしゃしょうく）は、千葉県千葉市にある東日本旅客鉄道（JR東日本）千葉支社の車掌が所属する組織である。

## 歴史
- 2007年3月18日：木更津運輸区設置に伴い、内房線行路の一部と久留里線行路を移管。また津田沼車掌区廃止に伴い、総武快速線・しおさい行路を当区に集約[1][2]。